# ASIN
El código ASIN fue creado por la empresa Amazon para identificar sus productos. Toma su nombre del inglés "Amazon Standard Identification Number". Es un código alfanumérico de diez caracteres. Todos los productos vendidos por Amazon lo tienen, siendo un código único.
En el caso de los libros que tienen ISBN, el código ASIN coincide con él.